# Лесенково
Лесенково (рос. Лесенково) — селище Зеленоградського району, Калінінградської області Росії. Входить до складу Красноторовського сільського поселення.
Населення — 89 осіб (2015 рік).

## Населення
| 2002 | 2010 |
| ---- | ---- |
| 74   | ↗89  |